# Babylon Circus
Babylon Circus est un groupe de rock alternatif français. Il est, en date de 2021, composé de 9 musiciens, et compte plus de 1 500 concerts effectués dans 35 pays différents.

## Biographie
Le groupe est formé en 1995 à Lyon, Rhône-Alpes, à l'origine constitué d'un répertoire chanson française, reggae et rock. En 2004, ils sortent l'album Dances of Resistance, qui se classe 34e Top Albums français. Puis, en 2009, ils sortent l'album La Belle étoile, qui se classe 64e.
En 2013, le groupe sort son cinquième album studio, Never Stop, 134e des charts français, confirmant son nouveau style pop, mélangeant ska, rock et chanson française, « s’inscrivant dans les sillages plus pop et plus lisses à l’image des derniers Boulevard des Airs ou encore Tryo ». Pour le journal La Libre Belgique, « Le titre de l’album, Never Stop, pourrait résumer la philosophie de vie d’un groupe qui, en presque 20 ans, n’a quasi jamais arrêté ».
En septembre 2020, ils sortent l'album State of Emergency, qui « évoque toutes les urgences. Climatiques, sociales, psychologiques, etc. ». Il atteint la 160e place des charts français. En 2021, ils sortent leur dernier opus Monster.. Le samedi 5 mars 2022, le groupe joue un concert à Mulhouse.

## Style musical et textes
Le style musical est globalement axé sur du reggae et du ska mêlé à du rock, très variable selon les chansons, plus ou moins calmes mais toujours animées d'un rythme parfois très entraînant. Les arrangements sont parfois complexes, le groupe étant composé de nombreux musiciens et instruments[réf. nécessaire].
Certaines chansons sont sans texte (Lorenzo par exemple est un enchaînement de solos). Les paroles sont en anglais et en français. Le texte est souvent engagé (Mighty Woman, De la musique et du bruit, Lundi 6h…), en général assez recherché. À noter que l'album La Belle étoile a évolué vis-à-vis des précédents : le style opère un rapprochement avec la chanson française, bien rythmée, avec une prépondérance de la voix et des orchestrations plus sobres s'ouvrant à d'autres styles, des nouvelles collaborations, et plus de textes en français, toujours poétiques[réf. nécessaire].

## Concerts
Babylon Circus multiplie ses concerts en France et à l'étranger (plus de 1 500 concerts à travers 25 pays), participant à de nombreux festivals et continuant de se faire connaître[réf. nécessaire].

## Membres
- David Baruchel — chant
- Manuel Nectoux — chant
- Georges Chaccour — guitare
- Raphaël Vallade — basse
- Yannick Urbani — batterie
- Léo “Kamisa” Buffet — claviers
- Olivier Miqueu— trombone
- Christophe Millot — saxophone, clarinette, accordéon